# 500-Meilen-Rennen von Pocono 1981

Pocono Raceway Road Course

Das 500-Meilen-Rennen von Pocono 1981, auch The World Comes To Pocono, Kenwood Stereo 500 Grand Prix (Camel G.T.), Pocono International Raceway, fand am 27. September dieses Jahres auf dem Pocono Raceway statt. Das Rennen war der 21. Lauf der IMSA-GTP-Serie 1981.

## Das Rennen
Das Rennen in Pocono zählte zu einem der sechs Langstreckenrennen der Saison, die nicht von Alleinfahrern bestritten werden konnten. Nach knapp vier Stunden Fahrzeit siegten John Paul und dessen Sohn auf einem Porsche 935 JLP-3. Der gemeinsam mit Ralph Kent-Cooke als Gesamtzweiter ins Ziel kommende Brite Brian Redman sicherte sich schon ein Rennen vor dem Saisonende den Fahrertitel der IMSA-GTP-Serie dieses Jahres.

## Ergebnisse

### Schlussklassement
| 1               | GTX | 18 | J.L.P. Racing           | John Paul junior John Paul senior      | Porsche 935 JLP-3   | 150 |
| 2               | GTX | 7  | Cooke-Woods Racing      | Brian Redman Ralph Kent-Cooke          | Lola T600           | 150 |
| 3               | GTX | 1  | John Fitzpatrick Racing | John Fitzpatrick Jim Busby             | Porsche 935K3/80    | 148 |
| 4               | GTX | 19 | Chris Cord Racing       | Chris Cord Jim Adams                   | Lola T600           | 147 |
| 5               | GTO | 25 | Red Lobster Racing      | Dave Cowart Kenper Miller              | BMW M1              | 145 |
| 6               | GTX | 86 | Bayside Disposal Racing | Bruce Leven Hurley Haywood             | Porsche 935/80      | 145 |
| 7               | GTO | 54 | Montura Racing          | Tony Garcia Albert Naon                | BMW M1              | 142 |
| 8               | GTU | 98 | Kent Racing             | Walt Bohren Rick Knoop                 | Mazda RX-7          | 137 |
| 9               | GTU | 92 | Kent Racing             | Lee Mueller Kathy Rude                 | Mazda RX-7          | 137 |
| 10              | GTU | 82 | Trinity Racing          | Jim Cook John Casey                    | Mazda RX-7          | 136 |
| 11              | GTO | 67 | Joe Crevier             | Joe Crevier Tom Winters                | BMW M1              | 134 |
| 12              | GTX | 44 | Stratagraph             | Billy Hagan Gene Felton                | Chevrolet Camaro    | 132 |
| 13              | GTU | 51 |                         | Doug Carmean Mike Pinney John O’Steen  | Mazda RX-7          | 131 |
| 14              | GTO | 40 | Southard Motor Racing   | Steve Southard Mark Altman Gary Altman | Porsche Carrera     | 130 |
| 15              | GTU | 22 | Personalized Autohaus   | Wayne Baker Robert Overby              | Porsche 914/4       | 130 |
| 16              | GTU | 45 | Wayne Darling           | Wayne Darling Fred Darling             | Chevrolet Camaro    | 130 |
| 17              | GTU | 55 | Mandeville Racing Ent.  | Roger Mandeville Amos Johnson          | Mazda RX-7          | 127 |
| 18              | GTU | 50 | Downing Atlanta         | Jim Downing Irv Hoerr                  | Mazda RX-7          | 127 |
| 19              | GTO | 60 | Bob’s Speed Products    | Bob Lee Guy Church                     | AMC AMX             | 125 |
| 20              | GTU | 4  |                         | Al Cosentino Bob Speakman              | Mazda RX-7          | 124 |
| 21              | GTU | 01 | Roehrig Racing          | Kurt Roehrig Dave White                | BMW 320i            | 120 |
| 22              | GTU | 78 | Bruce Nesbitt           | Bruce Nesbitt Glen Johnson             | Mazda RX-2          | 118 |
| 23              | GTU | 74 | Numismatic Resources    | Randy Pollock Nick Moore               | Mazda RX-7          | 117 |
| 24              | GTU | 75 | Bob Lengel              | Bob Lengel Dave Nicholas               | Mercury Capri       | 114 |
| 25              | GTO | 93 |                         | Michael Oleyar Richard Weiss           | Chevrolet Corvette  | 110 |
| Ausgefallen     |     |    |                         |                                        |                     |     |
| 26              | GTO | 49 | R. C. Copeman Racing    | Bob Copeman Lawrence Farmer            | Porsche Carrera RSR | 87  |
| 27              | GTX | 0  | Interscope Racing       | Ted Field Bill Whittington             | Porsche 935 K3/80   | 76  |
| 28              | GTU | 71 | Charles Morgan          | Charles Morgan                         | Datsun 280ZX        | 71  |
| 29              | GTO | 72 |                         | Jean Kjoller Jay Kjoller               | Porsche Carrera     | 70  |
| 30              | GTX | 14 | Del Russo Taylor        | Del Russo Taylor Janis Taylor          | Chevron GTP         | 68  |
| 31              | GTX | 5  | Akin Motor Racing       | Bob Akin Craig Siebert                 | Porsche 935K3/80    | 60  |
| 32              | GTU | 32 | Alderman Datsun         | George Alderman Carson Baird           | Datsun 240Z         | 51  |
| 33              | GTX | 6  |                         | Volkert Merl Ray Ratcliff              | Porsche 935K3/80    | 47  |
| 34              | GTO | 91 | Electrodyne             | Chester Vincentz                       | Porsche 934         | 32  |
| 35              | GTO | 81 |                         | Dave Horchler                          | Chevrolet Corvette  | 14  |
| Nicht gestartet |     |    |                         |                                        |                     |     |
| 36              | GTX | 00 | Interscope Racing       | Ted Field Bill Whittington             | Lola T600           | 1   |

1 nicht gestartet

### Nur in der Meldeliste
Hier finden sich Teams, Fahrer und Fahrzeuge, die ursprünglich für das Rennen gemeldet waren, aber aus den unterschiedlichsten Gründen daran nicht teilnahmen.
| Pos. | Klasse | Nr. | Team                  | Fahrer                        | Chassis               |
| ---- | ------ | --- | --------------------- | ----------------------------- | --------------------- |
| 37   | GTX    | 00  | Interscope Racing     |                               | Porsche 935           |
| 38   | GTO    | 04  | T & R Racing          | Rene Rodriguez                | Porsche Carrera RSR   |
| 39   | GTU    | 3   | Bill Partridge        | Bill Partridge                | Datsun 200SX          |
| 40   | GTU    | 4   | Tom Walker            | Tom Walker                    | Datsun 610            |
| 41   | GTO    | 5   | Dennis Wilson         | Dennis Wilson                 | BMW M1                |
| 42   | GTU    | 8   | Paul Romano           | Paul Romano                   | Mazda RX-2            |
| 43   | GTX    | 8   | J.L.P. Racing         | John Paul John Paul junior    | Porsche 935 JLP-2     |
| 44   | GTU    | 10  | Dale Caldwell         | Dale Caldwell                 | Dodge Colt            |
| 45   | GTX    | 10  | Fuchs-Whitaker Racing | Jimmy Tumbleston              | Chevrolet Camaro      |
| 46   | GTU    | 11  | Dan Veach             | Dan Veach                     | Mazda RX-7            |
| 47   | GTU    | 12  | Alan Martin           | Alan Martin                   | Toyota Corolla        |
| 48   | GTO    | 12  | Ford Smith            | Ford Smith                    | Chevrolet Corvette    |
| 49   | GTO    | 14  | Casey Mollett         | Casey Mollett                 | Datsun 280ZX          |
| 50   | GTU    | 15  | George Follmer        | George Follmer                | Toyota Celica         |
| 51   | GTU    | 16  | George Follmer        | George Follmer                | Toyota Celica         |
| 52   | GTX    | 17  | Pepe Romero           | Pepe Romero                   | Porsche 935M16        |
| 53   | GTU    | 18  | Rob Dyson             | Rob Dyson                     | Datsun 200SX          |
| 54   | GTO    | 21  | Lloyd Frink           | Lloyd Frink                   | Chevrolet Corvette    |
| 55   | GTX    | 22  | Marty Hinze           | Marty Hinze Preston Henn      | Porsche 935           |
| 56   | GTU    | 23  | Raytown Datsun        | Frank Carney Dick Davenport   | Datsun 280ZX          |
| 57   | GTU    | 26  | Eleven-Tenths Racing  | Ernie Smith                   | Alfa Romeo Alfetta GT |
| 58   | GTU    | 27  | John Morgan           | John Morgan                   | Datsun Z              |
| 59   | GTU    | 28  | Korman Autoworks      | Ray Korman                    | BMW 320i              |
| 60   | GTX    | 30  | Momo/Penthouse        | Giampiero Moretti Bobby Rahal | Porsche 935/78-81     |
| 61   | GTO    | 31  | Midwest Team Corvette | Larry Trotter                 | Chevrolet Corvette    |
| 62   | GTU    | 33  | Jim Fitzgerald        | Jim Fitzgerald                | Datsun 280ZX          |
| 63   | GTU    | 34  | Drolsom Racing        | George Drolsom                | Porsche 924 Carrera   |
| 64   | GTU    | 36  | Jack Buchinger        | Jack Buchinger                | Datsun 280ZX          |
| 65   | GTO    | 37  | Kendco Ent. Ed Kuhel  | Dick Neland                   | Chevrolet Camaro      |
| 66   | GTO    | 38  | Ron Case              | Ron Case                      | Porsche Carrera       |
| 67   | GTU    | 41  | Rick Henschel         | Rick Henschel                 | Mercury Capri 2000    |
| 68   | GTU    | 42  | Dan Robson            | Dan Robson                    | Datsun B210           |
| 69   | GTU    | 46  | DeNarvaez Ent.        | Mauricio de Narváez           | Porsche 935J          |
| 70   | GTX    | 47  | Dan Furey             | Dan Furey                     | Furey Mk.1            |
| 71   | GTU    | 54  | Michael Guffey        | Michael Guffey                | Datsun Z              |
| 72   | GTU    | 56  | Norman Frame          | Norman Frame                  | Datsun 510            |
| 73   | GTO    | 61  | C. C. Canada          | C. C. Canada                  | Chevrolet Corvette    |
| 74   | GTU    | 63  | Bob Burgess           | Bob Burgess                   | Datsun 510            |
| 75   | GTU    | 66  | Jack Dunham           | Jack Dunham                   | Mazda RX-7            |
| 76   | GTX    | 77  | Larry Stephens        | Larry Stephens                | Chevrolet Corvette    |
| 77   | GTO    | 79  | Tom Winters           | Tom Winters                   | Porsche 924 Carrera   |
| 78   | GTO    | 83  | Electromotive         | Don Devendorf                 | Datsun 280ZX Turbo    |
| 79   | GTU    | 85  | Logan Blackburn       | Logan Blackburn               | Datsun 280ZX          |
| 80   | GTO    | 88  | Woodson Bros.         | Peter Minogue Gene Felton     | Chevrolet Corvette    |
| 81   | GTO    | 93  | David Frellsen        | David Frellsen                | Datsun 510            |

### Klassensieger
| Klasse | Fahrer      | Fahrer           | Fahrzeug          | Platzierung im Gesamtklassement |
| ------ | ----------- | ---------------- | ----------------- | ------------------------------- |
| GTX    | John Paul   | John Paul junior | Porsche 935 JLP-3 | Gesamtsieg                      |
| GTO    | Dave Cowart | Kenper Miller    | BMW M1            | Rang 5                          |
| GTU    | Walt Bohren | Rick Knoop       | Mazda RX-7        | Rang 8                          |

### Renndaten
- Gemeldet: 81
- Gestartet: 35
- Gewertet: 25
- Rennklassen: 3
- Zuschauer: unbekannt
- Wetter am Renntag: unbekannt
- Streckenlänge: 4,506 km
- Fahrzeit des Siegerteams: 4:02:12,400 Stunden
- Gesamtrunden des Siegerteams: 150
- Gesamtdistanz des Siegerteams: 675,925 km
- Siegerschnitt: 168,823 km/h
- Pole Position: John Paul junior – Porsche 935 JLP-3 (#18) – 1:25,186 – 190,432 km/h
- Schnellste Rennrunde: Jim Adams – Lola T600 (#19) – 1:26,940 – 186,591 km/h
- Rennserie: 21. Lauf zur IMSA-GTP-Serie 1981